# Chiesa di Maria Santissima della Provvidenza
La chiesa del monte Calvario sorge sul monte omonimo all'interno del centro urbano di Licodia Eubea sul lato nord.

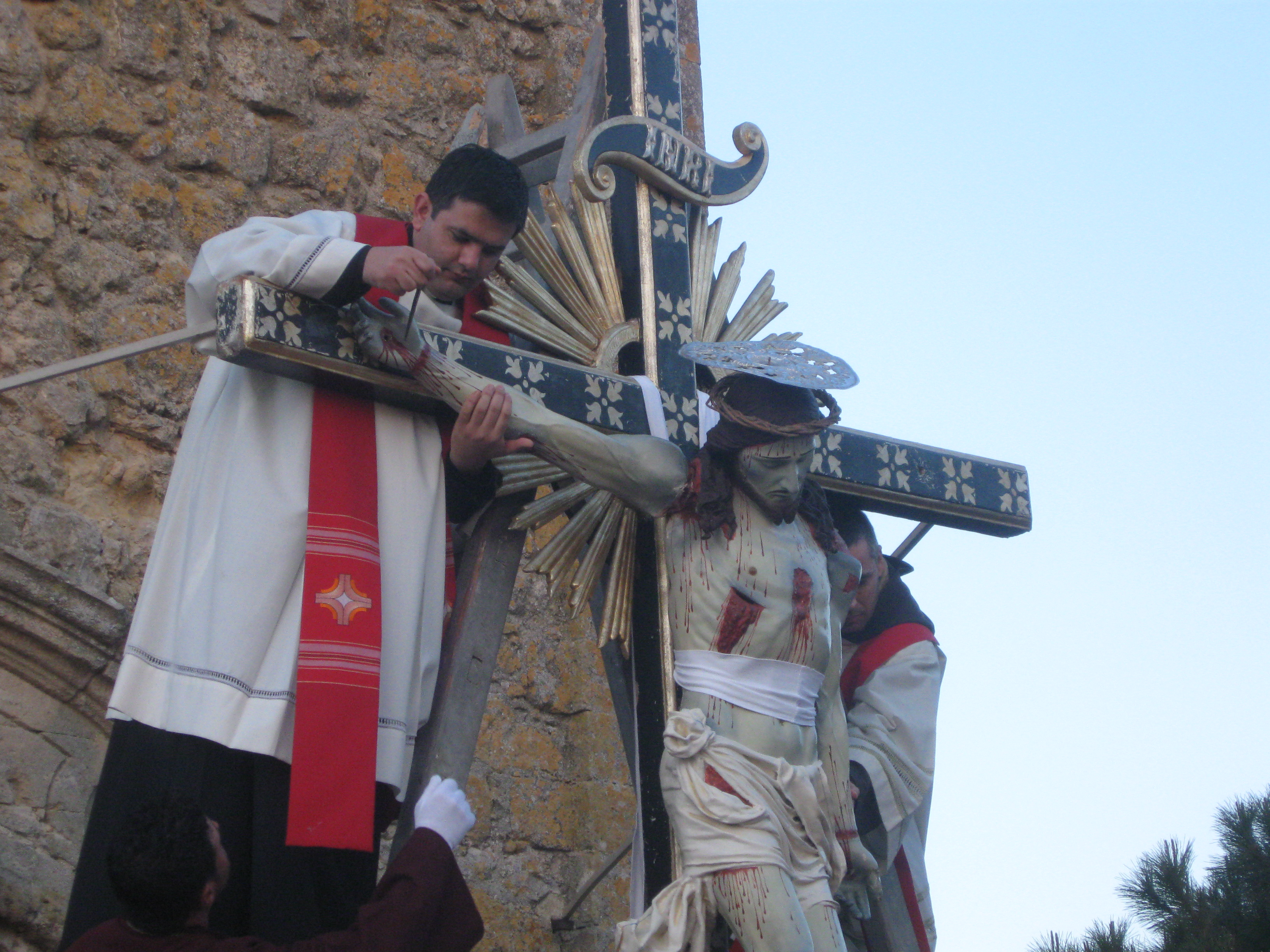
L'antica tradizione della crocifissione sul monte Calvario.

## Storia
La chiesa del Calvario è pure consacrata alla Madonna della divina Provvidenza che viene festeggiata e portata in processione nel mese di giugno. Infatti nella chiesa, si conserva una statua della Madonna della Provvidenza che risale ai primi del 1900, mentre sempre nella stessa chiesa, si custodisce un altro simulacro della Madonna della Provvidenza che però risale a molto tempo prima. Il tempio è ad una navata di forma circolare per l'esattezza la struttura è a pianta ottagonale. La chiesa resistette al terremoto del 1693, ma per il cattivo stato di conservazione fu ripristinata e ricostruita nel 1773 ad opera del cappellano don Felice Accardo. La chiesa è priva di torre campanaria ma ugualmente conserva un'antica campana quattrocentesca. Il prospetto è semplice ed è classico del settecento. All'interno della chiesa oltre alle due statue della Madonna della Provvidenza, si conserva un olio su tela di ottima fattura raffigurante la deposizione e una statua di cartapesta del Cristo alla canna, che in passato apparteneva alla non più esistente chiesa dello Spirito Santo. La chiesa del Calvario è molto cara ai licodiani per le antichissime tradizioni del venerdì santo, in cui si rievoca la morte e passione di Gesù Cristo.

## Feste
- luglio: Madonna della divina provvidenza.